# ناحیه مرادآباد

ناحیه مرادآباد

ناحیه مرادآباد (هندی: मुरादाबाद मण्डल، تلفظ در هندی: [mʊɾaːd̪aːbaːd̪]، انگلیسی: Moradabad division) از ناحیه‌های ایالت اوتار پرادش هند است.